# Punta del Safrà
La Punta del Safrà és una muntanya de 912 metres que es troba entre els municipis d'Arnes i d'Horta de Sant Joan, a la comarca de la Terra Alta.